# 法加托戈
法加托戈（英語：Fagatogo）是帕果帕果（美屬薩摩亞首府） 的市中心。是圖圖伊拉島上第一個美國人的定居點，包括馬拉洛亞村。如今，法加托戈是圖圖伊拉島的政府、商業、金融和航運中心。它也是美屬薩摩亞的行政首都。其行政首都的地位被列入美屬薩摩亞憲法。 法加托戈的人口（截至2010年4月1日）為1,737人。